# Sarcophaga afra
Sarcophaga afra är en tvåvingeart som beskrevs av Charles Howard Curran 1934. Sarcophaga afra ingår i släktet Sarcophaga och familjen köttflugor. Inga underarter finns listade i Catalogue of Life.